# Hersiliidae
Hersiliidae là một họ nhện nhiệt đới và cận nhiệt đới được mô tả lần đầu tiên bởi Tamerlan Thorell vào năm 1870, thường được gọi là nhện thân cây. Chúng có hai cơ quan nhả tở nổi bật dài gần bằng bụng. Chúng có kích thước dài từ 10 đến 18 mm. Thay vì sử dụng một mạng nhện bắt trực tiếp con mồi, chúng đặt một lớp mạng tơ nhẹ trên một khu vực vỏ cây và chờ đợi một con côn trùng đi lạc vào tấm tơ này. Khi điều này xảy ra, chúng bao vây các con quay xung quanh con mồi trong khi bọc tơ quanh con mồi. Khi con mồi côn trùng bất động, chúng có thể cắn nó qua tấm tơ bọc con mồi. 

## Các chi
Tính đến  tháng 4 năm 2019, World Spider Catalog chấp nhận các chi sau:
- Bastanius Mirshamsi, Zamani & Marusik, 2016 — Iran
- Deltshevia Marusik & Fet, 2009 — Turkmenistan, Kazakhstan, Uzbekistan
- Duninia Marusik & Fet, 2009 — Turkmenistan, Iran
- Hersilia Audouin, 1826 — châu Á, châu Phi, châu Đại Dương
- Hersiliola Thorell, 1870 — châu Á, châu Phi, Tây Ban Nha
- Iviraiva Rheims & Brescovit, 2004 — Nam Mỹ
- Murricia Simon, 1882 — châu Á, châu Phi
- Neotama Baehr & Baehr, 1993 — Nam Phi, Nam Mỹ, Bắc Mỹ, El Salvador, Châu Á
- Ovtsharenkoia Marusik & Fet, 2009 — Trung Á
- Prima Foord, 2008 — Madagascar
- Promurricia Baehr & Baehr, 1993 — Sri Lanka
- Tama Simon, 1882 — Tây Ban Nha, Bồ Đào Nha, Algeria
- Tamopsis Baehr & Baehr, 1987 — Australia, Indonesia, Papua New Guinea
- Tyrotama Foord & Dippenaar-Schoeman, 2005 — châu Phi
- Yabisi Rheims & Brescovit, 2004 — Cộng hòa Dominican, Hoa Kỳ, Cuba
- Ypypuera Rheims & Brescovit, 2004 — Nam Mỹ